# Julius Magnussen
Julius Eugène Ove Magnussen (23. april 1882 i Lemvig – 16. november 1940) var en dansk forfatter.
Magnussen skrev både digte, biografier og skuespil.